# Новая Зеландия на зимних Олимпийских играх 1976
Новая Зеландия принимала участие в Зимних Олимпийских играх 1976 года в Инсбруке (Австрия) в пятый раз за свою историю, но не завоевала ни одной медали. Сборную страны представляли 3 мужчины и 2 женщины, участвовавшие в соревнованиях по горнолыжному спорту.

## Горнолыжный спорт
Спортсменов - 5
Мужчины
| Спортсмен       | Вид               | 1 попытка      | 2 попытка      | Всего          | Место |
| --------------- | ----------------- | -------------- | -------------- | -------------- | ----- |
| Стюарт Блэкли   | Скоростной спуск  |                |                | 1.57,91        | 53    |
| Стюарт Блэкли   | Слалом            | 1.13,17        | 1.15,60        | 2.28,77        | 35    |
| Стюарт Блэкли   | Гигантский слалом | 2.02,12        | Не финишировал | -              | -     |
| Бретт Кендалл   | Скоростной спуск  |                |                | 2.00,57        | 60    |
| Бретт Кендалл   | Слалом            | 1.18,12        | 1.20,26        | 2.38,38        | 36    |
| Бретт Кендалл   | Гигантский слалом | 2.01,82        | 2.02,23        | 4.04,05        | 44    |
| Робин Армстронг | Скоростной спуск  |                |                | Не финишировал | -     |
| Робин Армстронг | Слалом            | Не финишировал | Не прошёл      | -              | -     |
| Робин Армстронг | Гигантский слалом | Не финишировал | Не прошёл      | -              | -     |

Женщины
| Спортсмен    | Вид               | 1 попытка | 2 попытка | Всего   | Место |
| ------------ | ----------------- | --------- | --------- | ------- | ----- |
| Сью Гибсон   | Скоростной спуск  |           |           | 2.03,49 | 38    |
| Сью Гибсон   | Слалом            | 1.02,59   | 1.00,94   | 2.03,53 | 19    |
| Сью Гибсон   | Гигантский слалом |           |           | 1.49,30 | 42    |
| Джанет Уэллс | Гигантский слалом |           |           | 1.48,42 | 41    |